# Hybomys basilii
Hybomys basilii је врста глодара из породице мишева (лат. Muridae).

## Распрострањење
Ареал врсте је ограничен на једну државу. Екваторијална Гвинеја је једино познато природно станиште врсте.

## Станиште
Станиште врсте су шуме. Врста је по висини распрострањена од 450 до 2.000 метара надморске висине.

## Угроженост
Ова врста се сматра угроженом.